# خوسيه أزيفيدو
خوسيه أزيفيدو (بالبرتغالية: José Azevedo‏) مواليد 19 سبتمبر 1973 في البرتغال، هو دراج برتغالي سابق في صنف سباق الدراجات على الطريق. سبق أن شارك في دورة الألعاب الأولمبية الصيفية.

## روابط خارجية
- خوسيه أزيفيدو على موقع الاتحاد الدولي للدراجات (الإنجليزية)
- خوسيه أزيفيدو على موقع أرشيف الدراجات (الإنجليزية)
- خوسيه أزيفيدو على موقع إحصائيات الدراجات الإحترافية (الإنجليزية)
- خوسيه أزيفيدو على موقع نسبة الدراجات (الإنجليزية)
- خوسيه أزيفيدو على موقع CycleBase (الإنجليزية)
- خوسيه أزيفيدو على موقع أوليمبيديا (الإنجليزية)